# 纪珍旭
纪珍旭（2000年1月20日—），河北人，中国男子轮椅网球运动员。他代表中国队参加了2020年和2024年夏季残疾人奥林匹克运动会。
他在2020年夏季残疾人奥林匹克运动会轮椅网球比赛中进入单打16强（第二轮）。在2022年亚洲残疾人运动会轮椅网球比赛上进入单打和双打八强。